# マンマ・ミーア! (映画)
『マンマ・ミーア!』（原題: Mamma Mia!）は、2008年にイギリス、ドイツ、アメリカが共同製作したロマンティック・コメディ・ミュージカル映画。
世界的に有名なスウェーデン出身のポップ音楽グループABBAの曲をベースにし、1999年にウェスト・エンドで、2001年にブロードウェイで公開されたミュージカル『マンマ・ミーア!』を映画化したものである。ABBAのメンバーで作曲家のベニー・アンダーソンが音楽で参加している。題名は1975年のABBAのヒット曲「Mamma Mia」から採用された。
フィリダ・ロイドが監督し、トム・ハンクスとリタ・ウィルソンが所有するプレイトーンおよびリトルスターと提携してユニバーサル・ピクチャーズが配給した。
メリル・ストリープが主役のシングル・マザーであるドナ・シェリダン役に配役された。他にピアース・ブロスナンがサム・カーマイケル役、コリン・ファースがハリー・ブライト役、ステラン・スカルスガルドがビル・アンダーソン（スウェーデン読みはアンデション）役に配役され、ドナの娘でアマンダ・サイフリッド演じるソフィの父親である可能性のある男性3名を演じた。批評家からは賛否両論を受けたが、製作5,200万ドルに対して興行収入6億680万ドルをあげた。同年12月、『タイタニック』をしのぎ、イギリス史上最高のヒット作品となった。

## ストーリー
ギリシャ・エーゲ海にある架空のカロカイリ島で老朽化した小さなホテルを経営するドナ・シェリダンと娘のソフィは、母娘二人で仲良く暮らしていた。ソフィの結婚式が明日に迫り、招待客が船で島に到着しはじめる。ドナは古い友人のロージーとターニャを迎えに行き、久し振りの再会に大喜びする。
ソフィは友人たちにある計画を打ち明ける。ドナの日記を盗み読みした彼女は、自分の父親候補が3人いることに気付き、その3人の男性にドナの名前で招待状を送っていた。ソフィは父親がいない心の穴を埋め、ヴァージン・ロードで父のエスコートを受けたかったのだ。
父親候補のサム、ハリー、ビルはそんな事情も知らずに、21年ぶりに島にやって来た。ソフィは母のドナには内緒で自分が招待したと3人に話す。サムたちはドナと会っても、たまたま島に来たと招待の件をごまかした。
ドナは21年前を思い出して取り乱し、ロージーとターニャに慰められる。ドナが愛したのはサムだったが、サムは婚約者と結婚するために去り、ドナは直後にビルやハリーとも一夜を共にして妊娠した。父親が誰かはドナにも分からず、娘が生まれたことを3人には話していなかった。
ソフィは3人に会えば誰が父親か直感で分かると思っていたが、見当が付かなかった。サムたち3人は、ソフィが20歳だと知って、自分こそが父親だと思い、お互いに他の候補のことは知らぬままヴァージン・ロードでエスコートすると申し出る。困ったソフィは母親のドナにエスコートを頼んだ。
サムたち3人も出席して教会で結婚式が始まった。ソフィは牧師の前で父親候補の3人を招待したとドナに告白する。サムは、ハリーやビルも候補だと初めて聞いてショックを受ける。実は21年前、サムは婚約者と別れて島に戻っていたのだ。しかし、ドナが他の男と消えていたために、婚約者と結婚したのだった。
サムたちは、父親が誰か調べることより、3分の1でも嬉しいと、3人で父親役を引き受ける。ところが今度はソフィが結婚を延期すると言い出した。サムと知り合い、見聞を広めることの大切さを知ったソフィは、このまま島で一生を送るよりも、婚約者のスカイと共に世界を見て来ると宣言した。結婚式は中止かと思われたが、サムはその場でドナにプロポーズする。離婚したサムは、島に来た時からドナに愛を告白しようとしていたのだ。新郎新婦は代わったが、牧師は結婚を認める。
独身のロージーは、ホテルの庭での披露宴パーティーでビルと親密になる。ハリーは同性のパートナーと見つめあい、奔放なターニャは島の若者に手を出し、最後に敷石を割って、真の恋人が見つかるという伝説の“愛の女神アフロディテの泉”が湧き出した。

## キャスト
ドナ・シェリダン
演 - メリル・ストリープ、日本語吹替 - 一柳みる
ソフィの母親。ホテル "Villa Donna" のオーナーでダイナモスの元バンド仲間の1人。元気で明るく奔放だが短気な部分もあり、それゆえか感情の起伏が激しめ。酒が好き。最終的にサムに告白され、それを受けた。
ソフィ・シェリダン
演 - アマンダ・サイフリッド、日本語吹替 - 小島幸子
ドナの一人娘。可愛らしい。スカイの婚約者。性格は母親譲りで元気で明るく、多少気が強く威勢がいい。アリ、リサとの3人組の中では1番小柄なため「チビ」と呼ばれる。ソフィという名前はソフィア（ギリシャ語）から取られた。
サム・カーマイケル
演 - ピアース・ブロスナン、日本語吹替 - 田中秀幸
ドナの元恋人でソフィの父親候補その1。アイルランド系アメリカ人の建築家。真面目でしっかりしたタイプ。ギリシャ語がわかる模様（看板のカロカイリ島の次のフェリーの曜日を読めていた）。ドナとはカロカイリ島で出会い付き合っていたが、ドナがハリーかビルと付き合って自分の元から去ったことで地元に戻り、婚約者と結婚した。しかし、ドナへの思いが断ち切れず離婚。その後も21年間ずっとドナを思い続け、ソフィの結婚式でドナにプロポーズ、晴れて夫婦になった。
ハリー・ブライト
演 - コリン・ファース、日本語吹替 - 木下浩之
ドナの元恋人でソフィの父親候補その2。イギリス人の銀行家。本人によると、堅物な見た目だが、冒険したいと思っている。ドナとはパリで出会っている。『Our Last Summer 』を基にした曲を歌う。元はヘビメタをやっており、本人曰くロック野郎。サムと違い、ギリシャ語を知らず、読めない様子。ビルの著書を持ち、お気に入りにしている。実はゲイで、ドナが最初で最後の女性の恋人。島の青年と良い感じになっていた。
ビル・アンダーソン
演 - ステラン・スカルスガルド、日本語吹替 - 福田信昭
ドナの元恋人でソフィの父親候補その3。スウェーデン人の船員で紀行作家。船を持っている。ソフィの名前の由来でもあるソフィアという名前の大叔母がいる。冒険心溢れる性格だが、歳をとったせいか今は多少気弱な部分もある。両膝に目のような形のタトゥーがある。ロージーに気に入られ、事情は不明（ドナが原因の可能性もあるが）だが恋愛恐怖症から追いかけ回されて逃げるが、落下したロージーを助けて以降は次第に満更でもなくなりキスをするなどいい雰囲気に。
スカイ
演 - ドミニク・クーパー、日本語吹替 - 杉山紀彰
ソフィの婚約者。周りに違わず陽気。ホテルのホームページのデザインをする。今回の結婚式は否定的で、世界を見たいと思っていた。
ロージー・マリガン
演 - ジュリー・ウォルターズ、日本語吹替 - 一龍斎貞友
ダイナモスの元バンド仲間でドナの親友の一人。ドナ並に陽気な作家。未婚で、ドナ曰く独身主義らしいが、本人は一匹狼と発言している。パーマがかった髪で、小柄で丸っこい。普段は眼鏡だが歌っている時など外している場合も多い。マリガンという姓は船上にある本に書かれていたもので本当の姓かは不明。気に入ったビルにグイグイ近づき、 追いかけ回すなど、恋愛にはかなり肉食系な模様。
ターニャ
演 - クリスティーン・バランスキー、日本語吹替 - 野村須磨子
ダイナモスの元バンド仲間でドナの親友の一人。裕福で沢山カードを持ち歩いている。事情は不明だが3回離婚しており、ドナ曰く結婚魔。整形をしており（如何ほどかは不明だが、ロージーの整形顔じゃ（覚えているのは）無理よ発言から少なくとも全体的にしているのは確か）、さらに豊胸手術もしている模様（なお、資金は3番目の夫から）。2人と違わず性格は陽気だが2人よりはある程度冷静。ボブヘアで背が高く細身で、裕福ゆえに美容に気を使えるため2人よりは多少若く見える。ペッパーに好意を抱かれているが、かなり年上の余裕でからかっている。
ペッパー
演 - フィリップ・マイケル
スカイの花婿介添人。ドレッドヘアの陽気でたまに強気なことを言ってしまうタイプの黒人青年。かなり年上好きないわゆるババ専のようで、かなり年上のターニャに好意を持つバーテンダー。
ペトロス
演 - フアン・パブロ・ディ・パチェ
アリ
演 - アシュリー・リリー
ソフィの親友で花嫁介添人。肩ぐらいの濃い茶髪で大人っぽい。3人組の中ではタフと呼ばれる。
リサ
演 - レイチェル・マクドウォール
ソフィの親友で花嫁介添人。金髪をポニーテールにしている。細身で長身のため、3人組ではノッポと呼ばれる。
グレゴリス
演 - エンゾ・スキリノ
ドナのホテルの従業員。
アレックス神父
演 - ニール・バギー
ソフィとスカイの結婚式を司るが、途中からサムとドナの結婚式を司ることとなる。
カメオ出演およびクレジット無しの出演
「ダンシング・クイーン」のピアノ奏者
演 - ベニー・アンダーソン
ギリシャ神話の神
演 - ビョルン・ウルヴァース
ギリシャ神話の女神
演 - リタ・ウィルソン

## 使用楽曲
サウンドトラック盤は2008年7月8日にデッカ・レコードより発売された。また、全米アルバム・チャート1位を獲得するなど、ABBAがまたしても再評価・注目されることとなった。7月7日にヨーロッパでポリドール社UK盤が発売されている。
映画で使用された楽曲を以下に示す。うち18曲がサウンドトラック・アルバムに収録されており、3曲が収録されていない。
1. アイ・ハヴ・ア・ドリーム I Have a Dream – ソフィ
2. Honey, Honey – ソフィ、アリ、リサ
3. マネー、マネー、マネー Money, Money, Money – ドナ、タニヤ、ロジー、カンパニー
4. Mamma Mia – ドナ、ソフィ、アリ、リサ、グリーク・コーラス
5. チキチータ Chiquitita – ロジー、タニヤ、ドナ
6. ダンシング・クイーン Dancing Queen – タニヤ、ロジー、ドナ、カンパニー
7. Our Last Summer – ハリー、ビル、サム、ソフィ
8. レイ・オール・ユア・ラヴ・オン・ミー Lay All Your Love on Me – スカイ、ソフィ、スカイのスタグ・パーティ出席者
9. Super Trouper – ドナ、タニヤ、ロジー
10. ギミー!ギミー!ギミー! Gimme! Gimme! Gimme! (A Man After Midnight) – ソフィ、ドナ、タニヤ、ロジー、アリ、リサ、グリーク・コーラス
11. ヴーレ・ヴー Voulez-Vous – ドナ、サム、タニヤ、ロジー、ハリー、ビル、スカイ、アリ、リサ、ペッパー
12. きらめきの序曲 The Name of the Game – ソフィ（カット）
13. SOS SOS – サム、ドナ、グリーク・コーラス
14. Does Your Mother Know – タニヤ、ペッパー、リサ、男女
15. Slipping Through My Fingers – ドナ、ソフィ
16. The Winner Takes It All – ドナ
17. I Do, I Do, I Do, I Do, I Do – サム、ドナ、カンパニー
18. When All Is Said and Done – サム、ドナ、カンパニー
19. テイク・ア・チャンス Take a Chance on Me – ロジー、ビル、タニヤ、ペッパー、ハリー、カンパニー
20. Mamma Mia!（リプライズ）– カンパニー
21. アイ・ハヴ・ア・ドリーム I Have a Dream（リプライズ）– ソフィ
22. ダンシング・クイーン Dancing Queen（リプライズ）– ドナ、ロジー、タニヤ
23. 恋のウォータールー Waterloo – ドナ、ロジー、タニヤ、サム、ビル、ハリー、スカイ、ソフィ
24. サンキュー・フォー・ザ・ミュージック Thank You for the Music" – ソフィ

### 割愛された曲
この映画版は、舞台版では使用されていた曲が計4曲、割愛されている（序曲 (前奏曲) と間奏曲〈正確には、休憩後の第二幕序曲〉は含めずに考える）。以下はその4曲のリストである。
1. きらめきの序曲（原題："The Name of the Game", 11曲目、ソフィとビル〈ただし日本では2009年6月24日に発売された、DVDおよびBlu-ray Discには映像特典として収録されている。これによれば、曲のテンポが合わないため割愛された由。また、この結果として「ヴーレ・ヴー」がやや前倒しで用いられている。〉）
2. アンダー・アタック "Under Attack"（14曲目、ソフィと悪夢のコーラス）
3. ワン・オブ・アス "One of Us"（15曲目、ドナ）
4. ノウイング・ミー・ノウイング・ユー "Knowing me, Knowing you"（18曲目、サム）

（序曲と間奏曲も含めた、舞台版での登場順〈つまり、この「〜曲目」という番号は、舞台版のサウンドトラック盤での数字ということである〉）
また、割愛はされていなくとも、舞台版と映画版では、曲の登場順がやや違う点に注意。

## プロダクション

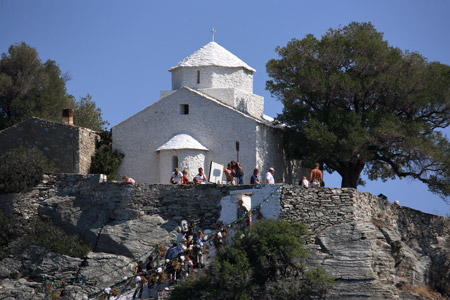
結婚式のシーンに使用されたアギオス・イオアンニス教会

屋外のシーンのほとんどは2007年8月から9月にギリシャの小さい島であるスコペロス島およびペリオン地区の海辺の村落Damouchari で撮影された。スコペロス島南西部のカスタニ・ビーチが主な撮影場所となった。ビーチ沿いにバーや桟橋を作ったが、撮影終了後撤去された。ドナのホテルのセットはパインウッド・スタジオの007ステージに建てられ、主にここで撮影された。本物の樹木が設置され、自動的に水遣りが行われる装置が設置され、光も当てられるようにされた。
ブロスナン演じるサムがニューヨークを出発してギリシャに向かうシーンはシティ・オブ・ロンドンのライム・ストリート沿いにある著名なロイド・ビルディングで撮影された。彼はエスカレーターを駆け下り、イエローキャブが並び、ニューヨーク市警察のいるポーチを通る。

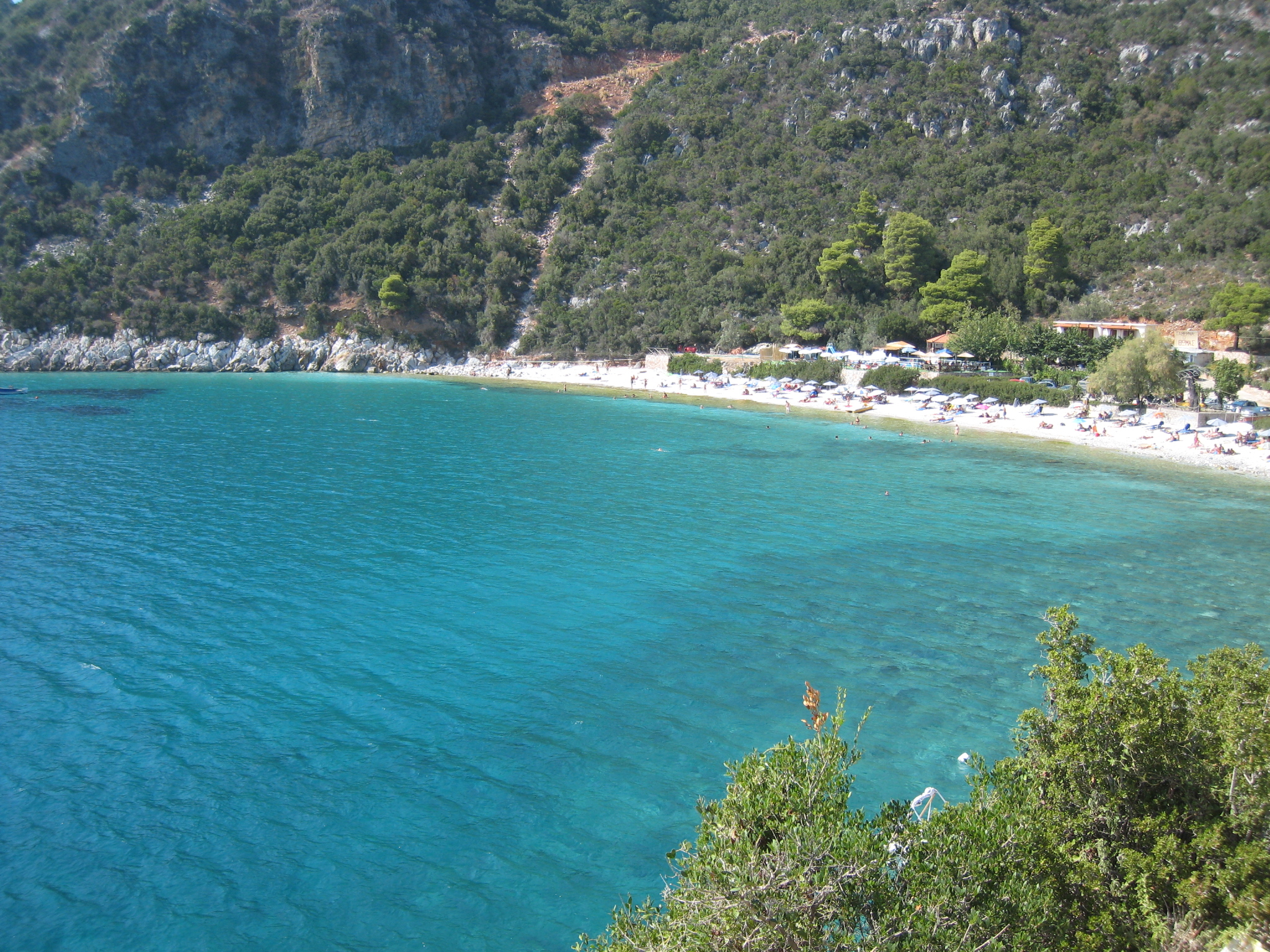
ロケ地となったギリシャの島であるスコペロス島

ビルのケッチであるフェルナンド号は1934年にHong Kong and Whampoa Dock でH・S・ルーズにより製造された「Tai-Mo-Shan 」である。
メリル・ストリープは子供の頃オペラ歌唱法を学んでおり、女優となってからも映画『ハリウッドにくちづけ』（1990年）、『今宵、フィッツジェラルド劇場で』（2006年）、『幸せをつかむ歌』（2015年）で歌手役を演じ、『シルクウッド』（1983年）、『永遠に美しく…』（1992年）などで歌声を披露すると共にミュージカル映画『イントゥ・ザ・ウッズ』にも魔女役を演じている。ストリープは2001年9月、アメリカ同時多発テロ事件の後に舞台版を観劇し、生命のエネルギーを感じて以来のファンであった。

### 備考
- ミュージックリスト18曲目の"When all is said and done"は、舞台版には入っておらず、映画のみの事実上のファン・サービスであった。
- エンディング近くで床から泉が溢れる場面（「アイ・ハヴ・ア・ドリーム」の直前）では、もともと「ホール・イン・ユア・ソウル（英語版）Hole in your Soul 」が流れる予定だったが「Mamma Mia」に変更となった。
- また、24曲目の"Thank you for the Music"は、舞台版では割愛されていた、曲の冒頭部も入った「歌詞としての」完全版である（舞台版ではソフィのソロではなく、ソフィ、ハリー、ビル、サムが歌っている〈ただし、ビルとサムは少ししか歌っていない〉）。
- サム役のピアース・ブロスナンはこの映画出演により、第29回ゴールデンラズベリー賞の最低助演男優賞を受賞した。
- ドナのホテルは、舞台版では「サマーナイトーシティー・タベルナ」という名前が示されていたが、映画版では明らかにされていない（「サマーナイトシティー」という名は、ABBAのヒット曲の名からの借用である。ただし、ドナのホテルにロージーとターニャが到着するシーンで "VILLA  DONNA" という名前の書かれたプレート〔看板〕がスクリーンに写されている。）。
- ソフィの招待した、その父親候補3人の隠れている納屋でドナが探し物をするシーンで、ドナが鼻歌で歌うのは、「悲しきフェルナンド」である。しかもそのすぐあとで、ドナが納屋の中を覗こうとして開いた2階の窓を塞いでいる板には、「Donna and the Dynamos が Fernando’s で公演」と書かれたポスターが貼られている。
- この作品の監督のフィリダ・ロイドは元来は舞台演出家（しかも、相当な実績のある）で舞台版『マンマ・ミーア!』の演出家であり、これが映画監督デビュー作となった。脚本のキャサリン・ジョンソンも元来は舞台・テレビの脚本家で舞台版『マンマ・ミーア!』の脚本家であり、これが映画でのデビュー作となった（偶然だが、この2人は同じ1957年に生まれている）。
- ABBAの元メンバーのベニーは、Dancing Queen の曲中で船の上でピアノを弾いている。ビョルンは、最後にギリシャ神話の神々の中に登場する。

## 公開

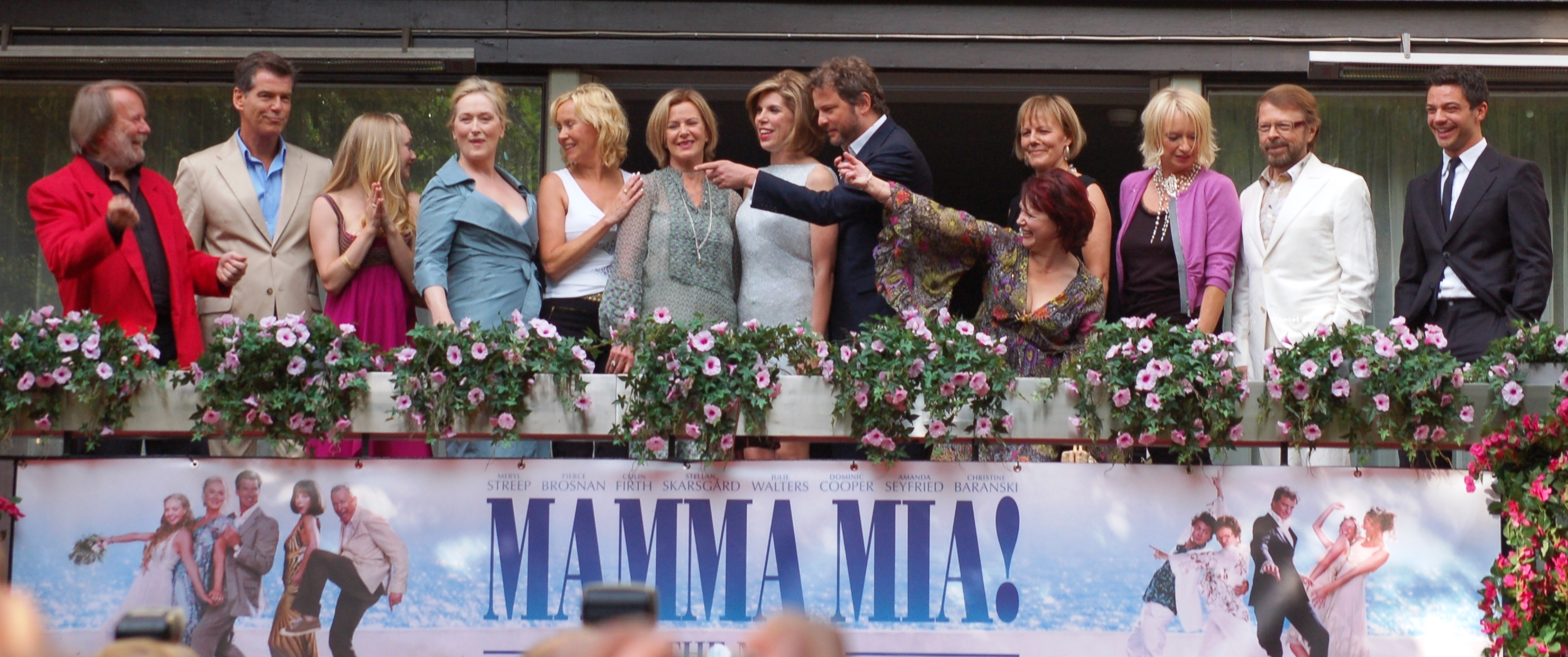
2008年7月4日ストックホルム。ABBAの元メンバー4人が集まる。メンバーのベニーがオーナーの一人にあたるホテルRivalでプレミア上映。そのバルコニーにてファン撮影。

世界中でプレミア上映が行われたが、多くのメディアは2008年7月4日、ストックホルムのMariatorget にあるアンダーソン所有のライヴァル・シアターに出演者の他にビョルン・ウルヴァース、ベニー・アンダーソン、そしてアンニ＝フリッド・リングスタッドとアグネッタ・フォルツコグが参加してABBAが4人揃うことに注目していた。1986年以来初めて4人全員が揃って公の場に登場した。

### 興行収入
2008年7月3日にギリシャでトップ公開され、オープニング興行収入は1,602,646アメリカドル。ギリシャ・ボックス・オフィスによるとギリシャで歴代1位である。496の映画館で公開されたイギリスでもオープニング興行収入が第1位6,594,058UKポンドで、2007年に公開された『ヘアスプレー』を上回りミュージカル映画史上歴代1位のオープニング興行収入となった。
同年12月には、英国での興行収入が69,068,073UKポンドに達し、『タイタニック』の69,025,646ポンドを抜いて、同国史上歴代1位のヒット映画となった（後に『アバター』がその記録を更新している）。

## 評価
レビュー・アグリゲーターのRotten Tomatoesでは185件のレビューで支持率は55パーセント、平均点は5.60/10となった。Metacriticでは37件のレビューを基に加重平均値が51/100となった。
2022年に行われ350人が投票に参加した「夏に見たい映画 人気おすすめランキングベスト156作品 洋画編」では2位に選出された。

## 主な受賞歴
- ゴールデングローブ賞[18]
  - コメディ/ミュージカル賞 - ノミネート
  - コメディ/ミュージカル女優賞（メリル・ストリープ） - ノミネート
- 英国アカデミー賞[19]
  - 英国映画作品賞 - ノミネート
  - 英国監督、脚本家、プロデューサー新人賞（ジュディ・クレイマー） - ノミネート
  - 音楽賞（ベニー・アンダーソン、ビョルン・ウルヴァース） - ノミネート
- ゴールデンラズベリー賞[20]
  - 最低助演男優賞（ピアース・ブロスナン） - 受賞[21]

## 続編
興行的成功により、ユニバーサル・スタジオの共同会長デヴィッド・リンドはデイリー・メールの取材に対し、時間はかかるかもしれないが続編の可能性はあると語った。彼はABBAの名曲がまだ多くあるとして、クレイマー、ジョンソン、ロイド、アンダーソン、ウルヴァースがこの計画に同意してくれることを願っていると語った。
2017年5月19日、ユニバーサル・ピクチャーズが本作の続編の製作を開始したと報じられた。続編のタイトルは『マンマ・ミーア! ヒア・ウィー・ゴー』（原題：Mamma Mia! Here We Go Again）で、2018年7月20日に公開された。監督にはオル・パーカーが起用された。続編はドナやサム、ハリーたちの若い頃と本作の登場人物たちのその後を描いた作品になる。